# Ponticola cephalargoides
A Ponticola cephalargoides a csontos halak (Osteichthyes) főosztályának a sugarasúszójú halak (Actinopterygii) osztályába, ezen belül a sügéralakúak (Perciformes) rendjébe, a gébfélék (Gobiidae) családjába és a Benthophilinae alcsaládjába tartozó faj.

## Előfordulása
A Ponticola cephalargoides előfordulási területe a Fekete-tenger északi részén van, főleg Ukrajna partjainál és az Azovi-tengerben.

## Megjelenése

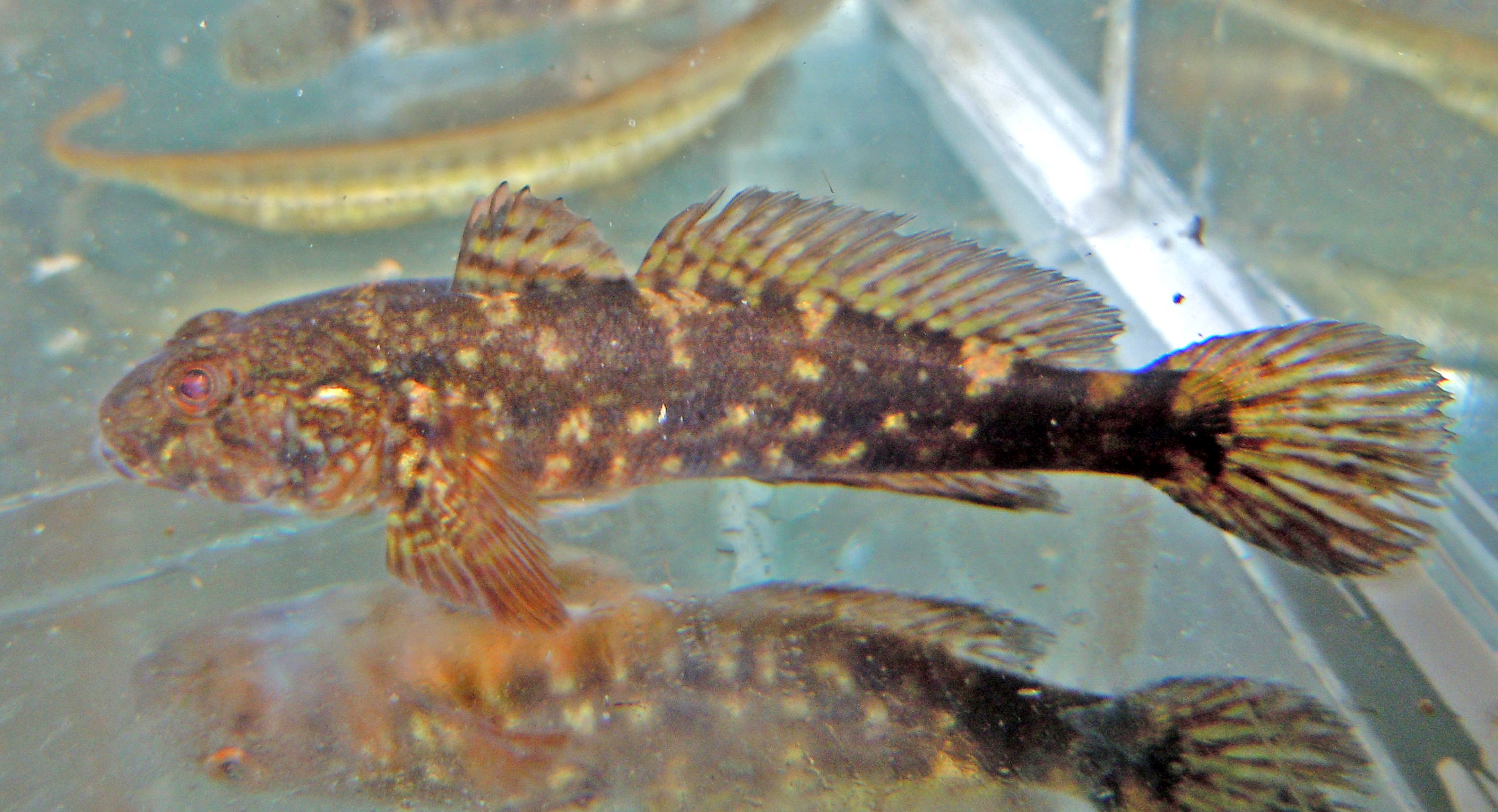
A Fekete-tenger északi részéről származó példány

Ez a gébféle legfeljebb 25 centiméter hosszú.

## Életmódja
Mérsékelt övi, tengeri, fenéklakó hal. A partközeli vizek törmelékes, kavicsos fenekén él.

## Szaporodása
Tavasszal felkeresi a sekélyebb vízű részeket, ahol a kövek közé rakja le ikráit.